# Сода-Спрінгс (округ Невада, Каліфорнія)
Сода-Спрінгс (англ. Soda Springs) — переписна місцевість (CDP) в США, в окрузі Невада штату Каліфорнія. Населення — 94 особи (2020).

## Географія
Сода-Спрінгс розташована за координатами 39°19′29″ пн. ш. 120°22′43″ зх. д. / 39.32472° пн. ш. 120.37861° зх. д. (39.324806, -120.378750).  За даними Бюро перепису населення США в 2010 році переписна місцевість мала площу 0,88 км², уся площа — суходіл.

### Клімат
| Клімат : Сода-Спрінгс                                      | Клімат : Сода-Спрінгс | Клімат : Сода-Спрінгс | Клімат : Сода-Спрінгс | Клімат : Сода-Спрінгс | Клімат : Сода-Спрінгс | Клімат : Сода-Спрінгс | Клімат : Сода-Спрінгс | Клімат : Сода-Спрінгс | Клімат : Сода-Спрінгс | Клімат : Сода-Спрінгс | Клімат : Сода-Спрінгс | Клімат : Сода-Спрінгс | Клімат : Сода-Спрінгс |
| Показник                                                   | Січ.                  | Лют.                  | Бер.                  | Квіт.                 | Трав.                 | Черв.                 | Лип.                  | Серп.                 | Вер.                  | Жовт.                 | Лист.                 | Груд.                 | Рік                   |
| Середній максимум, °C                                      | 2,5                   | 4,1                   | 4,8                   | 6,9                   | 12,6                  | 17,3                  | 23,3                  | 22,6                  | 19,6                  | 14,7                  | 6,2                   | 3,4                   | 11,5                  |
| Середній мінімум, °C                                       | −7,9                  | −7,9                  | −7,1                  | −4,7                  | −0,6                  | 3,0                   | 6,3                   | 5,9                   | 3,7                   | 0,3                   | −4,1                  | −7,4                  | −1,7                  |
| Норма опадів, мм                                           | 341                   | 198                   | 199                   | 154                   | 55                    | 32                    | 6                     | 31                    | 14                    | 113                   | 226                   | 205                   | 1600                  |
| ---------------------------------------------------------- | --------------------- | --------------------- | --------------------- | --------------------- | --------------------- | --------------------- | --------------------- | --------------------- | --------------------- | --------------------- | --------------------- | --------------------- | --------------------- |
| Джерело: http://www.wrcc.dri.edu/cgi-bin/cliMAIN.pl?ca8332 |                       |                       |                       |                       |                       |                       |                       |                       |                       |                       |                       |                       |                       |

## Демографія
Згідно з переписом 2010 року, у переписній місцевості мешкала 81 особа в 41 домогосподарстві у складі 15 родин. Густота населення становила 92 особи/км².  Було 136 помешкань (155/км²).
Расовий склад населення:
| - 97,5 % — білих - 2,5 % — корінних американців |

До двох чи більше рас належало 0,0 %. Частка іспаномовних становила 8,6 % від усіх жителів.
За віковим діапазоном населення розподілялося таким чином: 11,1 % — особи молодші 18 років, 79,0 % — особи у віці 18—64 років, 9,9 % — особи у віці 65 років та старші. Медіана віку мешканця становила 35,8 року. На 100 осіб жіночої статі у переписній місцевості припадало 211,5 чоловіків;  на 100 жінок у віці від 18 років та старших — 200,0 чоловіків також старших 18 років.
Цивільне працевлаштоване населення становило 33 особи. Основні галузі зайнятості: роздрібна торгівля — 51,5 %, транспорт — 48,5 %.